# マルアオメエソ
マルアオメエソ（Chlorophthalmus borealis、丸青目鱛）は、ヒメ目アオメエソ科の海水魚。通称メヒカリ（目光）。全国的にはメヒカリといえばこの魚を指すが、アオメエソ（同科）やアカメ（スズキ目）を指すこともある。
日本では福島県から宮崎県沖の近海の水深100 - 300メートルの海域に生息しており、宮崎県の延岡・門川沖産などが知られる。
体長は10 - 15cm程度である。頭を水流方向へ向けて、エサを待ちかまえて捕食する。ただし、漁獲されたマルアオメエソに成熟個体がいないことや、精巣と卵巣の両方を持つ雌雄同体であることなど、繁殖生態については謎が多い。
福島県いわき市では市の魚に認定されており、加工品や関連商品などが多数販売されている。